# Fotbalista roku (Slovensko)
Slovenská anketa Fotbalista roku je anketa o nejlepšího fotbalistu Slovenska. Tato anketa probíhá každý rok a týká se i slovenských fotbalistů v zahraničí, oficiálně se jmenuje cena Jána Popluhára (od roku 2011).
Organizátory ankety jsou Slovenský futbalový zväz (SFZ) a deník Pravda, konečné pořadí je výsledkem hlasování fotbalových odborníků, trenérů a novinářů. Součástí ankety jsou i kategorie Cena Petra Dubovského, Najlepšia futbalistka Slovenskej republiky, Najlepší tréner a Najlepší hráč Fortuna ligy.
Nejvíce vítězství v hlavní kategorii má Marek Hamšík, celkem osm.

## Fotbalista roku

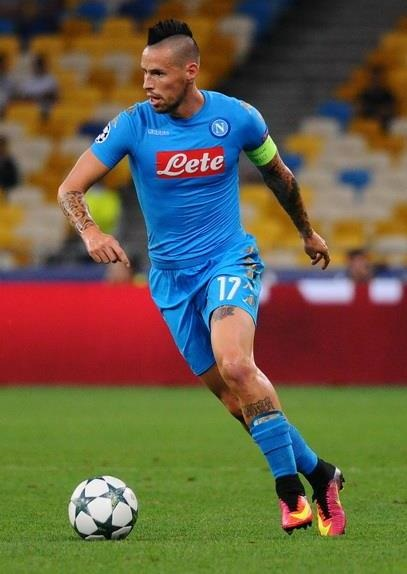
Osminásobný vítěz Marek Hamšík

Rok: jméno, klub(y)
- 1993: Peter Dubovský,  Slovan Bratislava /  Real Madrid [2]
- 1994: Vladimír Kinder,  Slovan Bratislava [2]
- 1995: Dušan Tittel,  Slovan Bratislava [2]
- 1996: Dušan Tittel,  Slovan Bratislava [2]
- 1997: Dušan Tittel,  FC Spartak Trnava [2]
- 1998: Jozef Majoroš,  Petra Drnovice /  Slovan Bratislava [2]
- 1999: Vladimír Labant,  SK Slavia Praha /  AC Sparta Praha [2]
- 2000: Szilárd Németh,  Inter Bratislava [2]
- 2001: Ľubomír Moravčík,  Celtic FC [2]
- 2002: Miroslav Karhan,  VfL Wolfsburg [2]
- 2003: Vladimír Janočko,  FK Austria Vídeň [2]
- 2004: Marek Mintál,  1. FC Norimberk [2]
- 2005: Marek Mintál,  1. FC Norimberk [2]
- 2006: Róbert Vittek,  1. FC Norimberk [2]
- 2007: Martin Škrtel,  Zenit Petrohrad [2][3]
- 2008: Martin Škrtel,  Liverpool FC [2][3]
- 2009: Marek Hamšík,  SSC Neapol [2]
- 2010: Marek Hamšík,  SSC Neapol [2]
- 2011: Martin Škrtel,  Liverpool FC [2][3]
- 2012: Martin Škrtel,  Liverpool FC [3]
- 2013: Marek Hamšík,  SSC Neapol [4]
- 2014: Marek Hamšík,  SSC Neapol [5]
- 2015: Marek Hamšík,  SSC Neapol [6]
- 2016: Marek Hamšík,  SSC Neapol [7]
- 2017: Marek Hamšík,  SSC Neapol
- 2018: Marek Hamšík,  SSC Neapol
- 2019: Milan Škriniar,  FC Inter Milán
- 2020: Milan Škriniar,  FC Inter Milán[8]
- 2021: Milan Škriniar,  FC Inter Milán[9]

## Cena Petra Dubovského
Cena Petra Dubovského se uděluje od roku 2000 nejlepšímu slovenskému hráči do 21 let, opět platí, že se vztahuje i na hráče působící v zahraničí.
| Rok  | Vítěz            |
| ---- | ---------------- |
| 2000 | Ľubomír Meszároš |
| 2001 | Róbert Vittek    |
| 2002 | Róbert Vittek    |
| 2003 | Roland Števko    |
| 2004 | Milan Ivana      |
| 2005 | Martin Škrtel    |
| 2006 | Dušan Švento     |
| 2007 | Marek Hamšík     |
| 2008 | Marek Hamšík     |
| 2009 | Miroslav Stoch   |
| 2010 | Miroslav Stoch   |
| 2011 | Róbert Mak       |
| 2012 | Róbert Mak       |
| 2013 | Norbert Gyömbér  |
| 2014 | Ondrej Duda      |
| 2015 | Matúš Bero       |
| 2016 | Milan Škriniar   |
| 2017 | Denis Vavro      |
| 2018 | Dávid Hancko     |
| 2019 | Róbert Boženík   |
| 2020 | David Strelec    |
| 2021 | Tomáš Suslov     |